# Недопад Григорій Вікторович
Григорій Вікторович Недопад (23 липня 1981, Рожище, Волинська область) — український державний та політичний діяч, голова Волинської обласної ради з 25 листопада 2020 року.

## Життєпис
З червня 2001 по жовтень 2003 року працював сироробом дільниці по догляду за сиром голландським, майстром-обліковцем по догляду за сирами твердими ВАТ «Рожищенський сирзавод».
У 2004 році закінчив Волинський державний університет імені Лесі Українки за спеціальністю «Географія».
у 2006 році закінчив Міжрегіональну Академію управління персоналом за спеціальністю «Менеджмент організацій».
З жовтня 2003 по березень 2012 року — старший комірник складу готової продукції відділу маркетингу і збуту, помічник технолога виробничого відділу, інженер-механік служби головного інженера, заступник начальника транспортної дільниці, заступник директора з загальних питань, заступник директора ТзОВ «Торговий дім Любарт» Волинської області.
З березня 2012 по березень 2015 року працював директором спортивно-тренувальної бази «Дачне» ТзОВ „Футбольний клуб «Волинь»“.
З березня по грудень 2015 року — директор ТзОВ «Грін Ріелті».
З грудня 2015 по квітень 2017 року — голова Ківерцівської районної ради Волинської області.
З квітня 2017 по листопад 2020 року — 1-й заступник міського голови з питань діяльності виконавчих органів Луцької міської ради.
У жовтні 2020 обраний депутатом Волинської обласної ради від партії «За Майбутнє». 25 листопада 2020 року під час першої сесії Волинської обласної ради VIII скликання обраний головою Волинської обласної ради. Наймолодший голова обласної ради в історії Волині. За його кандидатуру на посаду голови Волинської обласної ради проголосувало 60 із 61 присутніх на сесії депутатів.